# Lysimachè
Sauf précision contraire, les dates de cet article sont sous-entendues « avant l'ère commune » (AEC), c'est-à-dire « avant Jésus-Christ ».
Lysimachè (en grec ancien Λυσιμάχη), née au milieu du Ve siècle av. J.-C. et morte vers 365 av. J.-C. à Athènes, est une prêtresse athénienne de la Grèce classique. Elle est la première grande prêtresse d'Athéna Polias, la divinité poliade de l'Athènes antique.
Elle fut contemporaine de Myrrhinè, la première prêtresse d'Athéna Nikè.

## Histoire
Fille de Dracontidès, Lysimachè appartient à l’illustre « famille » (genos) athénienne des Etéoboutades.
Mariée et mère de famille, elle entre au service d'Athéna, dont le temple se trouve sur l'Acropole, probablement dans le dernier quart du Ve siècle av. J.-C., et reste prêtresse d’Athéna pendant soixante-quatre ans. A ce titre, elle est chargée de présider à tous les sacrifices en l'honneur de la déesse. Elle est également chargée de tâches qui relèvent de la vie privée des Athéniens (naissance, mort, mariage) ce qui en fait une figure connue de tous les Athéniens.
Après la disparition du temple d'Athéna Polias, elle se trouve attachée à un nouveau lieu de culte, l'Érechthéion, achevé en 406 av. J.-C.
La comédie d'Aristophane, Lysistrata, écrite en 411 av. J.-C. dont l'héroïne serait un avatar de Lysimachè, témoigne de l'influence de la prêtresse d'Athéna au sein de la cité d'Athènes.
Lysimachè est célébrée après sa mort par une statue en bronze, sculptée par Démétrios vers 360 av. J.-C., sur l’Acropole. Cette statue surmonte une base portant une inscription dédicatoire célébrant sa très longue activité au service d'Athéna. Si la prêtresse fut honorée de la sorte, à une époque où seuls quelques grands stratèges avaient été distingués sur l'Agora, c'est parce qu'elle officia à un moment de bouleversements majeurs pour la communauté athénienne (guerre du Péloponnèse, gouvernement des Quatre-Cents de 411, tyrannie des Trente de 404).

### Sources
- « Base de statue de Lysimachè, prêtresse d'Athéna Polias (IG II2 3453) », sur atticinscriptions.com (consulté le 4 juin 2022)